# Rangareddy (Distrikt)
Der Distrikt Rangareddy (Telugu రంగా రెడ్డి జిల్లా, Urdu رنگاریڈی ضلع), auch Rangareddi und Ranga Reddy, ist ein Distrikt des indischen Bundesstaats Telangana. Der Verwaltungssitz liegt in der selbst nicht zum Distrikt gehörenden Stadt Hyderabad.

## Geographie

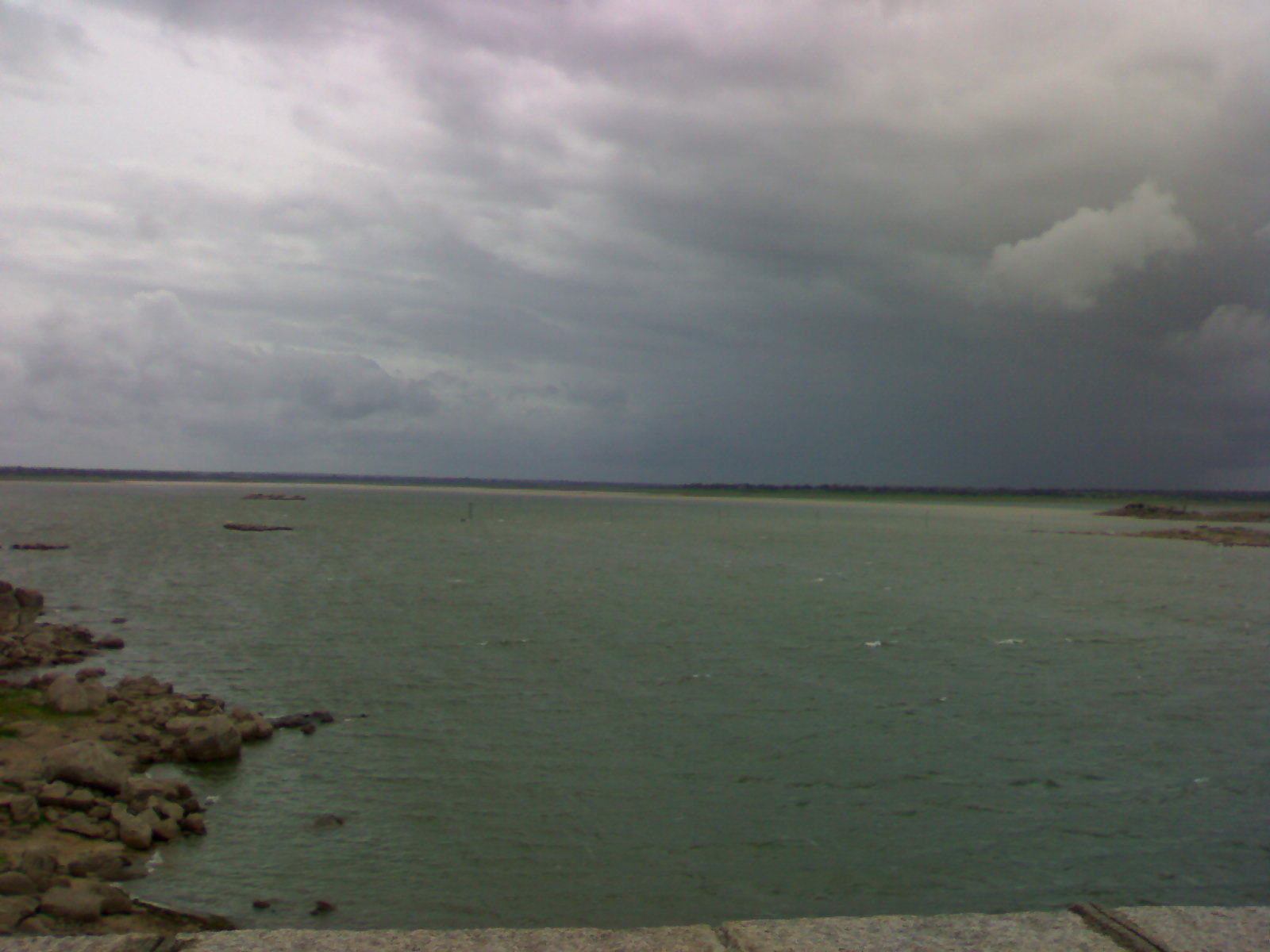
Osman Sagar-Stausee

Der Distrikt liegt im Westen von Telangana, südlich und westlich der Bundesstaatshauptstadt Hyderabad in der Hochebene des Dekkan. Die mittlere Höhe über dem Meeresspiegel beträgt 544 Meter. Die angrenzenden Distrikte sind im Westen Vikarabad, im Norden Sangareddy, Medchal-Malkajgiri, sowie der Distrikt Hyderabad, im Osten Yadadri Bhuvanagiri, im Südosten Nalgonda, im Süden Nagarkurnool und im Südwesten Mahabubnagar. Mit einer Fläche von 5.008,89 km² war Rangareddy 2021 der flächenmäßig viertgrößte Distrikt Telanganas.
Der bedeutendste Fluss im Distrikt ist der Musi. Zwei große Wasserreservoire (Osmansagar und Hilmayathsagar) liegen im Distrikt. Sie dienen der Trinkwasserversorgung von Hyderabad.

## Klima
Das Klima des Bezirks ist durch heiße Sommer charakterisiert und ist im Allgemeinen trocken, außer während der Monsunzeit. Der Jahresniederschlag von ungefähr 833 mm verteilt sich sehr ungleich und schwankt auch zwischen den Jahren erheblich. In den Monaten Dezember und Januar fällt so gut wie kein Regen, während der Juli mit etwa 190 mm der regenreichste Monat ist. Etwa 652 mm (knapp 80 %) fallen in der Zeit des Südwestmonsuns (Juni–September) und etwa 114 mm (14 %) während des Nordostmonsuns (Oktober–Dezember). Die in den Jahren 2013 bis 2021 gemessenen Extremtemperaturen lagen bei 47,2 °C am 22. Mai 2015 und 2,7 °C am 1. Dezember 2015.

## Geschichte

Distrikt Rangareddy im Juni 2014 nach der Bildung des Bundesstaats Telangana

Rangareddy ist Teil der Region Telangana und teilt deren Geschichte. Das Gebiet des Distrikts gehörte ab etwa 1724 zum neu entstandenen Staat Hyderabad, der sich vom Mogulreich abgespalten hatte. Hyderabad geriet ab Ende des 18. Jahrhunderts in ein dauerhaftes Abhängigkeitsverhältnis zur Britischen Ostindien-Kompanie und wurde später ein Fürstenstaat Britisch-Indiens. 1948 kam Hyderabad zum unabhängig gewordenen Indien und der Bundesstaat Hyderabad von 1956 im States Reorganisation Act nach linguistischen Kriterien aufgeteilt. Die Telegu-sprachigen Anteile kamen zum neu gebildeten Bundesstaat Andhra Pradesh. Der Distrikt Rangareddy wurde am 15. August 1978 durch Abspaltung vom Distrikt Hyderabad gebildet. Ursprünglich trug er den Namen Hyderabad Rural, wurde dann aber zu Ehren des ehemaligen stellvertretenden Ministerpräsidenten K. V. Ranga Reddy, der aus dem Distrikt stammte, zunächst Konda Venkata Rangareddy und später einfach Rangareddy umbenannt. 2014 entstand aus Teilen Andhra Pradeshs der neue Bundesstaat Telangana und Rangareddy wurde einer der zehn Distrikte Telanganas. 2016 erfolgte eine neue Distrikteinteilung in 31 Distrikte. Die Distriktfläche Rangareddys verkleinerte sich dadurch von 7493 km² auf 5008,89 km² und die Einwohnerzahl reduzierte sich von 5.296.741 auf 2.426.243 (Einwohnerzahlen bezogen auf den Zensus 2011).

## Bevölkerung
Der der Volkszählung 2011 lag die Einwohnerzahl des Distrikts in seinen Grenzen ab 2016 bei 2.426.243. Das Geschlechterverhältnis wies 1052 männliche auf 1000 weibliche Einwohner auf. Die Urbanisierungsrate lag mit 57,70 % über dem Durchschnitt Telanganas (38,88 %), ebenso die Alphabetisierungsrate von 71,88 % (Männer: 78,87 %, Frauen 64,55 %; Durchschnitt Telanganas: 71,88 %, M: 75,04 %, F: 64,55 %). 334.337 Personen (13,78 %) gehörten den scheduled castes, d. h. den offiziell registrierten unterprivilegierten Kasten an und 138.298 (5,70 %) den scheduled tribes, der registireten indigenen Stammesbevölkerung (Adivasi).

## Verwaltung
Im Jahr 2022 war der Distrikt Rangareddy in 27 Mandals (Tehsils) eingeteilt.

## Wirtschaft
Der Großteil der Bevölkerung ist in der Landwirtschaft beschäftigt. Hauptsächlich werden Baumwolle, Mais, verschiedene Gartenbaufrüchte und Reis angebaut. Überwiegend im Randgebiet von Hyderabad gibt es einige größere Industriebetriebe. Im Distrikt liegt der Flughafen Hyderabad, der größte Flughafen Telanganas. Mit einem Bruttoinlandsprodukt (BIP) von 1277,6 Milliarden Rupien (zu konstanten Preisen 2010/11) wies der Distrikt 2019–20 das höchste absolute BIP aller 33 Distrikte Telanganas auf.